# Кубок вызова ЕКВ среди женщин 2013/2014
7-й розыгрыш Кубка вызова ЕКВ среди женщин (42-й с учётом Кубка обладателей кубков и Кубка топ-команд) проходил с 19 ноября 2013 по 30 марта 2014 года. Со старта турнира в нём принимали участие 28 клубных команд из 20 стран-членов Европейской конфедерации волейбола. Со 2-го круга к соревнованиям подключились ещё 16 команд, выбывших из розыгрыша Кубка ЕКВ. Победителем турнира впервые стала российская команда «Заречье-Одинцово» (Московская область).

## Система квалификации
Места в Кубке вызова 2013/2014 были распределены по рейтингу ЕКВ на 2013 год, учитывающему результаты выступлений клубных команд стран-членов ЕКВ в еврокубках на протяжении трёх сезонов (2009/2010—2011/2012). Сам рейтинг выглядит следующим образом:
| Место | Страна      | Турниры и количество команд | Турниры и количество команд | Турниры и количество команд |
| Место | Страна      | Лига чемпионов              | Кубок ЕКВ                   | Кубок вызова ЕКВ            |
| ----- | ----------- | --------------------------- | --------------------------- | --------------------------- |
| 1     | Турция      | 3 (3)                       | 1 (2)                       | 1 (1)                       |
| 2     | Россия      | 3 (3)                       | 1 (1)                       | 1 (1)                       |
| 3     | Италия      | 2 (3)                       | 2 (0)                       | 1 (0)                       |
| 4     | Франция     | 2 (2)                       | 2 (2)                       | 1 (1)                       |
| 5     | Польша      | 2 (2)                       | 2 (2)                       | 1 (0)                       |
| 6     | Азербайджан | 2 (3)                       | 2 (2)                       | 1 (0)                       |
| 7     | Румыния     | 2 (2)                       | 2 (1)                       | 1 (1)                       |
| 8     | Сербия      | 1 (1)                       | 2 (1)                       | 2 (0)                       |
| 9     | Германия    | 1 (2)                       | 2 (1)                       | 2 (1)                       |
| 10    | Швейцария   | 1 (1)                       | 2 (2)                       | 2 (2)                       |
| 11    | Чехия       | 1 (1)                       | 2 (2)                       | 2 (0)                       |
| 12    | Бельгия     | 1 (1)                       | 2 (2)                       | 2 (2)                       |
| 13    | Хорватия    | 1 (0)                       | 2 (1)                       | 2 (0)                       |
| 14    | Австрия     | 0 (0)                       | 2 (2)                       | 2 (2)                       |
| 15    | Испания     | 0 (0)                       | 2 (0)                       | 2 (0)                       |
| 16    | Греция      | 0 (0)                       | 2 (2)                       | 2 (1)                       |
| 17    | Словения    | 0 (0)                       | 1 (1)                       | 2 (1)                       |

| Место | Страна               | Турниры и количество команд | Турниры и количество команд | Турниры и количество команд |
| Место | Страна               | Лига чемпионов              | Кубок ЕКВ                   | Кубок вызова ЕКВ            |
| ----- | -------------------- | --------------------------- | --------------------------- | --------------------------- |
| 18    | Кипр                 | 0 (0)                       | 1 (0)                       | 2 (2)                       |
| 19    | Нидерланды           | 0 (0)                       | 0 (1)                       | 3 (2)                       |
| 20    | Финляндия            | 0 (0)                       | 0 (1)                       | 3 (1)                       |
| 20    | Украина              | 0 (0)                       | 0 (2)                       | 3 (0)                       |
| 22    | Босния и Герцеговина | 0 (0)                       | 0 (1)                       | 3 (1)                       |
| 23    | Белоруссия           | 0 (0)                       | 0 (1)                       | 2 (1)                       |
| 24    | Португалия           | 0 (0)                       | 0 (0)                       | 2 (0)                       |
| 25    | Словакия             | 0 (0)                       | 0 (0)                       | 2 (2)                       |
| 26    | Израиль              | 0 (0)                       | 0 (2)                       | 2 (0)                       |
| 27    | Болгария             | 0 (0)                       | 0 (0)                       | 2 (0)                       |
| 28    | Швеция               | 0 (0)                       | 0 (0)                       | 2 (0)                       |
| 29    | Албания              | 0 (0)                       | 0 (0)                       | 1 (0)                       |
| 30    | Черногория           | 0 (0)                       | 0 (0)                       | 1 (0)                       |
| 31    | Венгрия              | 0 (0)                       | 0 (0)                       | 1 (2)                       |
| 32    | Мальта               | 0 (0)                       | 0 (0)                       | 1 (0)                       |
| 32    | Норвегия             | 0 (0)                       | 0 (0)                       | 1 (1)                       |
| 34    | Люксембург           | 0 (0)                       | 0 (0)                       | 0 (2)                       |

В ячейках Турниры и количество команд вне скобок указано количество команд, которые страна имела возможность заявить в каждом из турниров, а в скобках — фактическое количество заявленных команд, определённое после корректировки численности участников. В ячейках Кубок ЕКВ и Кубок вызова количество команд указано без учёта клубов, присоединившихся по ходу соревнований из других турниров.

## Команды-участницы (с предварительного раунда)
| Страна               | Команда                                 |                                                 |
| -------------------- | --------------------------------------- | ----------------------------------------------- |
| Турция               | «Бешикташ» (Стамбул)                    | по итогам чемпионата Турции 2013 (6-е место)    |
| Россия               | «Заречье-Одинцово» (Московская область) | По итогам чемпионата России 2013 (5-е место)    |
| Франция              | «Канне-Рошвиль» (Ле-Канне)              | По итогам чемпионата Франции 2013 (5-е место)   |
| Польша               | «Импел» (Вроцлав)                       | по итогам чемпионата Польши 2013 (5-е место)    |
| Румыния              | «Медичина» (Тыргу-Муреш)                | по итогам чемпионата Румынии 2013 (5-е место)   |
| Германия             | «Аурубис» (Гамбург)                     | По итогам чемпионата Германии 2013 (6-е место)  |
| Швейцария            | «Сагре» (Невшатель)                     | По итогам чемпионата Швейцарии 2013 (4-е место) |
| Швейцария            | «Франш-Монтань» (Сеньлежье)             | По итогам чемпионата Швейцарии 2013 (5-е место) |
| Бельгия              | «Дофин» (Шарлеруа)                      | 3-й призёр чемпионата Бельгии 2013              |
| Бельгия              | «Хермес» (Остенде)                      | По итогам чемпионата Бельгии 2013 (4-е место)   |
| Австрия              | «Шпаркассе» (Хартберг)                  | 3-й призёр чемпионата Австрии 2013              |
| Австрия              | «ТИ Воллей» (Инсбрук)                   | По итогам чемпионата Австрии 2013 (4-е место)   |
| Греция               | «Ретимну» (Ретимнон)                    | По итогам чемпионата Греции 2013 (4-е место)    |
| Словения             | «Кальцит» (Камник)                      | 2-й призёр чемпионата Словении 2013             |
| Кипр                 | «Анортосис» (Фамагуста)                 | Чемпион Кипра 2013                              |
| Кипр                 | «Аполлон» (Лимасол)                     | 2-й призёр чемпионата Кипра 2013                |
| Нидерланды           | «Слидрехт Спорт» (Слидрехт)             | Чемпион Нидерландов 2013                        |
| Нидерланды           | «Алтерно» (Апелдорн)                    | Обладатель Кубка Нидерландов 2013               |
| Финляндия            | «Кангасала» (Кангасала)                 | 2-й призёр чемпионата Финляндии 2013            |
| Босния и Герцеговина | «Единство» (Гацко)                      | 3-й призёр чемпионата Боснии и Герцеговины 2013 |
| Белоруссия           | «Минчанка» (Минск)                      | 3-й призёр чемпионата Беларуси 2013             |
| Словакия             | «Славия» (Братислава)                   | Чемпион Словакии 2013                           |
| Словакия             | «Допрастав» (Братислава)                | 2-й призёр чемпионата Словакии 2013             |
| Венгрия              | «Вашаш-Обуда» (Будапешт)                | Чемпион Венгрии 2013                            |
| Венгрия              | ТЕВА «Гёдёллёи» (Гёдёллё)               | 2-й призёр чемпионата Венгрии 2013              |
| Норвегия             | «Стод» (Стейнхьер)                      | 2-й призёр чемпионата Норвегии 2013             |
| Люксембург           | «Мамер» (Мамер)                         | Чемпион Люксембурга 2013                        |
| Люксембург           | «Вальфер» (Вальферданж)                 | 2-й призёр чемпионата Люксембурга 2013          |

## Система проведения розыгрыша
Со старта в розыгрыше участвуют 28 команд. Во всех стадиях турнира применяется система плей-офф, то есть команды делятся на пары и проводят между собой по два матча с разъездами. Победителем пары выходит команда, одержавшая две победы. В случае равенства побед победителем становится команда, набравшая в рамках двухматчевой серии большее количество очков (за победу 3:0 и 3:1 даётся 3 очка, за победу 3:2 — 2 очка, за поражение 2:3 — 1, за поражение 1:3 и 0:3 очки не начисляются). Если обе команды при этом набрали одинаковое количество очков, то назначается дополнительный («золотой») сет, победивший в котором выходит в следующий раунд соревнований.
После 1-го раунда со стадии 1/16 финала к 16 оставшимся клубам присоединяются 16 команд, выбывших из Кубка ЕКВ.

## Предварительный раунд
19-21/26-28.11.2013
 «Заречье-Одинцово» (Московская обл.) освобождено от игр предварительного раунда.
 «Славия» (Братислава) —  «Мамер» 
20 ноября. 3:0 (25:7, 25:19, 25:12).
27 ноября. 3:0 (25:20, 25:19, 25:9).
 «Аполлон» (Лимасол) —  «Слидрехт Спорт» (Слидрехт)
19 ноября. 1:3 (19:25, 15:25, 25:21, 19:25).
27 ноября. 0:3 (5:25, 18:25, 24:26).
 «Шпаркассе» (Хартберг) —  «ТЕВА Гёдёллёи» (Гёдёллё)
20 ноября. 1:3 (25:23, 19:25, 19:25, 13:25).
27 ноября. 0:3 (18:25, 15:25, 18:25).
 «Аурубис» (Гамбург) —  «Допрастав» (Братислава)
20 ноября. 3:2 (25:17, 23:25, 22:25, 25:18, 15:10).
26 ноября. 3:1 (22:25, 25:17, 25:23, 25:16).
 «Кальцит» (Камник) —  «Франш-Монтань» (Сеньлежье)
20 ноября. 3:2 (25:23, 21:25, 21:25, 25:17, 15:13).
27 ноября. 3:1 (25:11, 25:14, 24:26, 25:23).
 «Вальфер» (Вальферданж) —  «Анортосис» (Фамагуста)
21 ноября. 3:0 (25:17, 25:18, 25:21).
26 ноября. 3:1 (19:25, 25:10, 25:21, 25:22).
 «Медичина» (Тыргу-Муреш) освобождена от игр предварительного раунда.
 «Импел» (Вроцлав) освобождён от игр предварительного раунда.
 «Единство» (Гацко) —  «Хермес» (Остенде)
19 ноября. 0:3 (18:25, 17:25, 20:25).
27 ноября. 0:3 (10:25, 18:25, 17:25).
 «Ретимну» (Ретимнон) —  «Стод» (Стейнхьер)
20 ноября. 3:2 (25:23, 20:25, 25:22, 17:25, 15:8).
27 ноября. 0:3 (отказ «Ретимну»).
 «Сагре» (Невшатель) —  «Алтерно» (Апелдорн)
21 ноября. 2:3 (16:25, 25:17, 36:34, 16:25, 11:15).
27 ноября. 3:0 (25:20, 25:21, 25:19).
 «Дофин» (Шарлеруа) —  «Бешикташ» (Стамбул)
19 ноября. 0:3 (17:25, 18:25, 18:25).
28 ноября. 0:3 (19:25, 13:25, 19:25).
 «Вашаш-Обуда» (Будапешт) —  «Кангасала» 
20 ноября. 3:0 (25:16, 25:20, 25:17).
27 ноября. 3:1 (21:25, 25:17, 25:20, 25:23).
 «ТИ Воллей» (Инсбрук) —  «Минчанка» (Минск)
20 ноября. 0:3 (23:25, 10:25, 19:25).
27 ноября. 0:3 (19:25, 21:25, 16:25).
 «Канне-Рошвиль» (Ле-Канне) освобождён от игр предварительного раунда.
К вышедшим по итогам предварительного раунда в 1/16 финала присоединились команды, выбывшие на стадии 1/16 из розыгрыша Кубка ЕКВ 2013-2014:
| «Кралово Поле» (Брно) «Нова-КБМ-Браник» (Марибор) АЕК (Афины) «Неве-Шаанан» (Хайфа) «Пореч» «Линц-Штег» (Линц) «АСПТТ Мюлуз» (Мюлуз) «Астерикс» (Килдрехт) | «Аудегем» (Дендермонде) «Верт» «Пари Сен-Клод» (Париж) «Единство» (Брчко) «Партизан-Визура» (Белград) «Канти» (Шаффхаузен) «Томис» (Констанца) «Бурса Бююкшехир» (Бурса) |

## 1/16 финала
10-12/17-19.12.2013
 «Заречье-Одинцово» (Московская обл.) —  «Кралово Поле» (Брно)
11 декабря. 3:0 (25:13, 25:14, 25:18).
17 декабря. 3:0 (25:21, 25:15, 25:18).
 «Нова-КБМ-Браник» (Марибор) —  «Славия» (Братислава)
10 декабря. 3:2 (22:25, 21:25, 25:22, 25:16, 15:11).
17 декабря. 3:0 (25:18, 25:17, 28:26).
 «Слидрехт Спорт» (Слидрехт) —  АЕК (Афины)
11 декабря. 3:0 (25:12, 25:22, 25:19).
18 декабря. 1:3 (23:25, 21:25, 25:23, 25:27). Дополнительный сет 16:14.
 «Неве-Шаанан» (Хайфа) —  «ТЕВА Гёдёллёи» (Гёдёллё)
12 декабря. 2:3 (25:22, 16:25, 26:24, 18:25, 11:15).
18 декабря. 3:2 (25:18, 24:26, 25:23, 21:25, 17:15). Дополнительный сет 15:8.
 «Аурубис» (Гамбург) —  «Пореч»
11 декабря. 3:0 (25:11, 25:14, 25:10).
18 декабря. 1:3 (22:25, 20:25, 25:19, 18:25). Дополнительный сет 10:15.
 «Кальцит» (Камник) —  «Линц-Штег» (Линц)
11 декабря. 3:0 (25:15, 25:13, 25:16).
18 декабря. 3:1 (24:26, 25:17, 25:18, 25:19).
 «АСПТТ Мюлуз» (Мюлуз) —  «Вальфер» (Вальферданж)
11 декабря. 3:0 (25:12, 25:14, 25:11).
19 декабря. 3:0 (25:11, 25:14, 25:6).
 «Медичина» (Тыргу-Муреш) —  «Астерикс» (Килдрехт)
12 декабря. 3:0 (25:19, 25:21, 25:17).
18 декабря. 0:3 (19:25, 15:25, 19:25). Дополнительный сет 15:9.
 «Импел» (Вроцлав) —  «Аудегем» (Дендермонде)
11 декабря. 3:0 (25:10, 25:20, 25:7).
19 декабря. 3:0 (25:18, 25:10, 25:23).
 «Верт» —  «Хермес» (Остенде)
12 декабря. 0:3 (23:25, 23:25, 26:28).
18 декабря. 2:3 (25:20, 25:21, 16:25, 17:25, 8:15).
 «Пари Сен-Клод» (Париж) —  «Стод» (Стейнхьер)
10 декабря. 2:3 (22:25, 25:19, 25:18, 21:25, 9:15).
18 декабря. 3:1 (15:25, 25:16, 25:20, 25:15).
 «Сагре» (Невшатель) —  «Единство» (Брчко)
12 декабря. 3:0 (25:15, 25:7, 26:24).
17 декабря. 1:3 (9:25, 25:13, 21:25, 22:25). Дополнительный сет 13:15.
 «Партизан-Визура» (Белград) —  «Бешикташ» (Стамбул)
11 декабря. 3:0 (25:20, 25:20, 25:17).
18 декабря. 0:3 (16:25, 23:25, 15:25). Дополнительный сет 6:15.
 «Вашаш-Обуда» (Будапешт) —  «Канти» (Шаффхаузен)
10 декабря. 1:3 (21:25, 26:28, 25:21, 15:25).
18 декабря. 0:3 (17:25, 17:25, 23:25).
 «Минчанка» (Минск) —  «Томис» (Констанца)
11 декабря. 3:0 (25:9, 25:11, 25:11).
19 декабря. 3:0 (25:12, 25:10, 25:11).
 «Бурса Бююкшехир» (Бурса) —  «Канне-Рошвиль» (Ле-Канне)
10 декабря. 3:1 (25:8, 23:25, 25:14, 25:22).
18 декабря. 0:3 (23:25, 20:25, 18:25). Дополнительный сет 8:15.

## 1/8 финала
14-16/22-23.01.2014
 «Заречье-Одинцово» (Московская обл.) —  «Нова-КБМ-Браник» (Марибор) 
15 января. 3:1 (19:25, 25:17, 25:8, 25:20).
22 января. 3:0 (25:21, 27:25, 25:20).
 «Неве-Шаанан» (Хайфа) —  «Слидрехт Спорт» (Слидрехт)
14 января. 0:3 (18:25, 14:25, 11:25).
22 января. 0:3 (22:25, 14:25, 9:25).
 «Кальцит» (Камник) —  «Пореч» 
15 января. 3:0 (25:18, 25:17, 25:18).
22 января. 3:2 (27:25, 23:25, 25:19, 23:25, 15:10).
 «Медичина» (Тыргу-Муреш) —  «АСПТТ Мюлуз» (Мюлуз)
15 января. 3:2 (25:20, 25:20, 18:25, 22:25, 15:12).
22 января. 1:3 (25:22, 18:25, 27:29, 16:25).
 «Хермес» (Остенде) —  «Импел» (Вроцлав)
16 января. 0:3 (17:25, 17:25, 10:25).
22 января. 0:3 (20:25, 17:25, 12:25).
 «Пари Сен-Клод» (Париж) —  «Единство» (Брчко) 
14 января. 3:0 (25:15, 25:14, 25:16).
22 января. 3:2 (23:25, 25:17, 25:23, 18:25, 15:4).
 «Бешикташ» (Стамбул) —  «Канти» (Шаффхаузен) 
15 января. 3:0 (25:16, 25:22, 25:14).
23 января. 3:0 (25:15, 25:15, 25:20).
 «Минчанка» (Минск) —  «Канне-Рошвиль» (Ле-Канне)
15 января. 3:1 (18:25, 25:19, 25:13, 25:22).
22 января. 1:3 (11:25, 21:25, 30:28, 11:25). Дополнительный сет 10:15.

## Четвертьфинал
4-6/11-13.02.2014
 «Заречье-Одинцово» (Московская обл.) —  «Слидрехт Спорт» (Слидрехт) 
5 февраля. 3:0 (25:15, 25:11, 25:12).
12 февраля. 3:0 (25:18, 25:18, 25:20).
 «Кальцит» (Камник) —  «АСПТТ Мюлуз» (Мюлуз)
4 февраля. 1:3 (22:25, 25:13, 14:25, 22:25).
11 февраля. 0:3 (10:25, 12:25, 24:26).
 «Пари Сен-Клод» (Париж) —  «Импел» (Вроцлав)
4 февраля. 3:2 (32:30, 18:25, 25:22, 22:25, 15:12).
12 февраля. 1:3 (18:25, 21:25, 25:15, 16:25).
 «Канне-Рошвиль» (Ле-Канне) —  «Бешикташ» (Турция)
6 февраля. 3:0 (30:28, 25:20, 25:19).
13 февраля. 0:3 (20:25, 14:25, 20:25). Дополнительный сет 8:15.

## Полуфинал
25-26.02/1-2.03.2014
 «Заречье-Одинцово» (Московская обл.) —  «АСПТТ Мюлуз» (Мюлуз) 
25 февраля. 3:2 (25:18, 23:25, 25:17, 22:25, 15:7).
1 марта. 3:0 (25:21, 25:21, 25:23).
 «Импел» (Вроцлав) —  «Бешикташ» (Стамбул)
26 февраля. 1:3 (25:18, 20:25, 22:25, 16:25).
2 марта. 3:2 (25:27, 25:20, 25:21, 22:25, 15:9).

## Финал

### 1-й матч
| 27 марта 2014 | \| «Заречье-Одинцово» (Московская область) \| 3:2 cev.lu \| «Бешикташ» (Стамбул) \| \| Екатерина Косьяненко (2) Анастасия Бавыкина (22) Ирина Фетисова (10) Наталья Малых (23) Ольга Букреева (14) Юлия Меркулова (11) Екатерина Романенко (л) Елена Емельянова Вера Серебряникова \| Голы \| Зейнеп-Седа Эрьюз (3) Селиме Ильясоглу (18) Диджле-Нур Бабат (14) Марина Тумас (14) Паула Ямила Низетич (20) Габриэла Коева (4) Айча-Наз Ихтияроглу (л) Наталья Ханикоглу (1) Седа Тюрккан (1) Нилай Конар \| | Одинцово Волейбольно-спортивный комплекс Московской области 2700 зрителей |
| Счёт по партиям — 23:25, 25:19, 14:25, 25:18, 15:10. Время матча — 2 часа 3 минуты. Судьи: Катажина Сокол, Оге Кристенсен.                                                                  | | |
| «Заречье-Одинцово» (Московская область) | 3:2 cev.lu | «Бешикташ» (Стамбул) |
| Екатерина Косьяненко (2) Анастасия Бавыкина (22) Ирина Фетисова (10) Наталья Малых (23) Ольга Букреева (14) Юлия Меркулова (11) Екатерина Романенко (л) Елена Емельянова Вера Серебряникова | Голы | Зейнеп-Седа Эрьюз (3) Селиме Ильясоглу (18) Диджле-Нур Бабат (14) Марина Тумас (14) Паула Ямила Низетич (20) Габриэла Коева (4) Айча-Наз Ихтияроглу (л) Наталья Ханикоглу (1) Седа Тюрккан (1) Нилай Конар |

### 2-й матч
| 30 марта 2014 | \| «Бешикташ» (Стамбул) \| 1:3 cev.lu \| «Заречье-Одинцово» (Московская область) \| \| Зейнеп-Седа Эрьюз (2) Селиме Ильясоглу (11) Диджле-Нур Бабат (7) Марина Тумас (17) Паула Ямила Низетич (22) Габриэла Коева (13) Айча-Наз Ихтияроглу (л) Наталья Ханикоглу (5) Седа Тюрккан Нилай Конар \| Голы \| Юлия Меркулова (8) Екатерина Косьяненко (1) Анастасия Бавыкина (17) Ирина Фетисова (9) Наталья Малых (24) Ольга Букреева (12) Екатерина Романенко (л) Елена Емельянова Вера Серебряникова Марина Диброва \| | Стамбул Burhan Felek Voleybol Salonu 2435 зрителей |
| Счёт по партиям — 23:25, 25:23, 23:25, 19:25. Время матча — 1 час 58 минут. Судьи: Уте Мария Фишер, Мартин Гудик.                                                                                      | | |
| «Бешикташ» (Стамбул) | 1:3 cev.lu | «Заречье-Одинцово» (Московская область) |
| Зейнеп-Седа Эрьюз (2) Селиме Ильясоглу (11) Диджле-Нур Бабат (7) Марина Тумас (17) Паула Ямила Низетич (22) Габриэла Коева (13) Айча-Наз Ихтияроглу (л) Наталья Ханикоглу (5) Седа Тюрккан Нилай Конар | Голы | Юлия Меркулова (8) Екатерина Косьяненко (1) Анастасия Бавыкина (17) Ирина Фетисова (9) Наталья Малых (24) Ольга Букреева (12) Екатерина Романенко (л) Елена Емельянова Вера Серебряникова Марина Диброва |

### MVP
Лучшим игроком финальной серии признана нападающая команды «Заречье-Одинцово» Наталья Малых.

## Призёры
«Заречье-Одинцово» (Московская область): Анастасия Бавыкина, Ольга Букреева, Екатерина Романенко, Наталья Малых, Екатерина Косьяненко, Елена Емельянова, Ирина Фетисова, Юлия Меркулова, Марина Диброва, Вера Серебряникова. Главный тренер — Вадим Панков.
  «Бешикташ» (Стамбул): Марина Тумас, Зейнеп-Седа Эрьюз, Габриэла Коева, Дилек Кынык, Наталья Ханикоглу, Нилай Конар, Айча-Наз Ихтияроглу, Седа Тюрккан, Селиме Ильясоглу, Паула Ямила Низетич, Джейда Акташ, Диджле-Нур Бабат. Главный тренер — Аднан Кыстак.